# Annabelle Butterfly Dance
Annabelle Butterfly Dance (of kortweg Butterfly Dance)  is een Amerikaanse stomme film, de eerste maal uitgebracht in 1894. De film werd gemaakt door de Edison Manufacturing Company en geregisseerd door William K.L. Dickson.
Deze film behoort tot een tiental korte films die van de danseres Annabelle Moore gemaakt werden in filmstudio Black Maria tussen 1894 en 1897. De danseres treedt op verkleed als vlinder. Verschillende versies van de film werden uitgebracht in 1896 en 1897.